# 埔里华吸鳅
埔里华吸鳅（学名：Sinogastromyzon puliensis），俗名石貼仔、畚箕魚、棕簑貼、簸箕魚、木箕貼仔，为輻鰭魚綱鯉形目爬鰍科的其中一種，是台灣的特有物种。台灣農委會2009年4月1日公告為應予保育之野生動物。

## 分布
本魚僅分布于台湾大甲溪至高屏溪等河川中、上游。该物种的模式产地在埔里大肚溪。

## 深度
水深0至10公尺。

## 特徵
本魚體縱扁延長呈圓筒狀，腹部扁平。眼小，口下位，具4對鬚。魚體為淺黃或黑綠色，鱗片細小。胸鰭極寬大平展，腹鰭後緣癒合呈吸盤。尾柄部具4至6個鞍狀斑，尾鰭凹形，體長可達9公分。

## 生態
本魚為初級淡水魚，棲息於溪流中、上游水流湍急之高溶氧區域。為底棲性魚類，平時平貼於石頭上，屬雜食性，以岩石附生藻類和水生昆蟲為食。

## 經濟利用
非食用魚，但因花紋及生態特殊，可做為觀賞魚。

## 扩展阅读
維基物種上的相關：埔里华吸鳅